# Махешпур
Махешпур (бенг. মহেশপুর, англ. Maheshpur) — город на западе Бангладеш, административный центр одноимённого подокруга. Площадь города равна 11,47 км². По данным переписи 2001 года, в городе проживало 23 273 человека, из которых мужчины составляли 51,26 %, женщины — соответственно 48,74 %. Плотность населения равнялась 2029 чел. на 1 км². Уровень грамотности населения составлял 31,9 % (при среднем по Бангладеш показателе 43,1 %). 